# Joe Glow, the Firefly
Pour plus de détails, voir Fiche technique et Distribution.
Joe Glow, the Firefly est un court métrage d'animation de la série américaine Looney Tunes réalisé par Chuck Jones, produit par les Leon Schlesinger Productions et sorti en 1941.